# みちづれ (星街すいせいの曲)
『みちづれ』は、日本のバーチャルYouTuber、バーチャルアイドル星街すいせいの楽曲。2023年1月25日に「Specter」の発売に伴い音源が発表された。

## 概要
本曲は星街の2枚目アルバム「Specter」のリード曲として発表された、YOASOBI・Ayaseの提供曲。星街とAyaseがタッグを組むのは本曲が初めてである。
2023年3月23日に公式YouTubeチャンネルでミュージックビデオが公開された。

## 背景
「Still Still Stellar」が好評であった事から、そこにぶつけることができる、新しいリード曲を誰かに作って貰おうという話が行われ、その中で星街が楽曲提供をしてほしいと希望したのがAyaseであった。
Ayaseはオファーが来た時のことを「僕のボカロの曲をカバーしてくれているのも聴いていたし、すごく嬉しかったです。すごく素敵な歌声を持っている方だと思っていたので、ぜひぜひという感じで受けさせていただきました」と話している。
また、「Specter」を活動での苦悩を詰め込んだアルバムに完成させたいと考えていたため、星街は、Ayaseにそれらの曲を引き連れた百鬼夜行みたいな曲を作ってほしいとリクエストしたという。

## THE FIRST TAKE
本曲は2023年2月1日にYouTubeでプレミア公開された星街の「THE FIRST TAKE」の披露曲であった。演奏は星街のみで行われた。
衣装は1月28日に実施された2ndソロライブ『Shout in Crisis』にて初披露された衣装である。
この曲について、THE FIRST TIMESで星街は以下のように話している。
| 「                                               | 「みちづれ」は2ndアルバム「Specter」の表題曲として、Ayaseさんに書いていただいた楽曲なのですが、私が活動する上で思う葛藤や悩みについて描かれています。 この曲は結構難しい曲だったので、一発撮りは不安だったのですが、いい感じにできたのではないかと思っています。歌声が気に入っていただけたら嬉しいです。 | 」 |
| —星街すいせい（THE FIRST TIMESでのコメントより） | |    |

また、Billboard JAPANのインタビューでも、「THE FIRST TAKE」の収録前の様子について触れた場面があり、「アルバムのレコーディングもめちゃくちゃ難航したのに、それを一発撮りって……。めちゃくちゃ練習していきました。これは私の歌い方の癖でもあるんですけど、ファルセットと地声をころっと変えるときがあって、それをAメロの低さで実践するのがけっこう難しくて。それこそ本当に針の穴に糸を通すような感じで、特に力を入れて歌いました」と話した。

## 楽曲
| #  | タイトル     | 作詞  | 作曲  | 編曲  | 時間 |
| -- | ------------ | ----- | ----- | ----- | ---- |
| 1. | 「みちづれ」 | Ayase | Ayase | Ayase | 3:13 |

## カバー
- 黒埼ちとせ（佐倉薫） - ゲーム『アイドルマスター シンデレラガールズ スターライトステージ』に収録（2024年3月18日追加）。

## みちづれ - From THE FIRST TAKE
『みちづれ - From THE FIRST TAKE』（みちづれ フロム ザ ファースト テイク）は、日本のバーチャルYouTuber、バーチャルアイドル星街すいせいの配信限定シングル。2023年2月22日発売。発売元は所属事務所ホロライブプロダクションを運営するcover corp.。